# Boris Sandler
Boris Sandler, né le 6 janvier 1950 à Bălți, à l'époque en Union Soviétique, aujourd'hui en Moldavie, est un écrivain de langue yiddish.

## Biographie
Boris Sandler est né le 6 janvier 1950 à Bălți. Il a étudié la musique très jeune et est sorti diplômé du conservatoire de Chișinău en 1975, après quoi il a intégré l'orchestre symphonique de Moldavie en tant que violoniste. En 1983, il a achevé des études à l'institut littéraire Maxim Gorki de Moscou. Il n'y avait à l'époque pas d'éducation formelle en langue yiddish en Union Soviétique, aussi Boris Sandler a-t-il écrit en russe à ses débuts. Il a cependant trouvé un mentor en la personne d'Ihil Șraibman. Il a publié ses premiers textes dans la revue Sovetish Heymland en 1981. En 1989, il a créé un programme en yiddish pour la télévision nationale moldave, Af der yidisher gas [Dans la rue yiddish], qu'il a dirigé. Il fut aussi rédacteur en chef de la revue bilingue de Chișinău Undzer kol [Notre voix]. Il a écrit deux scénarios sur le destin des Juifs de Bessarabie : Gib zikh nit unter, yidish [N'abandonne pas, yiddish] en 1991 et Vu iz mayn heym? [Où est ma maison?] en 1992.
La même année, il immigre en Israël, où il travaille à l'université hébraïque et pour les éditions Leivick. Il est aussi rédacteur en chef de la revue pour enfants Kind un Keyt.
En 1998, il émigre à New York, où il devient rédacteur en chef de la revue The Forward, poste qu'il conserve jusqu'en 2016. Il se consacre dès lors à son activité littéraire et fonde la revue en ligne Yidish Branzhe.

## Œuvres
- Treplekh aroyf tsu a nes, dertseylungen un noveln [Les marches vers un miracle, contes et nouvelles], Moscou, 1986, paru en russe en 1988.
- Der Inyen Numer 5390 (fun di kgb Arkhivn) [Le cas numéro 5390 des archives du KGB], 1992.
- Der alter brunem, dertseylungen, minyaturn, roman [La vieille fontaine, contes, miniatures, roman], Tel Aviv, 1984.
- Toyern [Portes], Tel Aviv, 1997.
- Die grünen Äpfel des Paradieses: Erzählungen und Kurzprosa [Les pommes vertes du paradis : histoires et prose courte], Berlin, 2003.
- Ven der golem hot farmakht di oygn, historisher roman [Lorsque le Golem ferme les yeux, roman historique], Tel Aviv, 2004.
- Nisht geshtoygn, night gefloygn [Pas monté, pas volé], New York, 2007.
- Royte shikhelekh far reytshel, tsvey noveles un a dertseylung [Des chaussures rouges pour Rachel, deux nouvelles et une histoire], New York, 2008.
- In klangenets fun netsekh [Dans les sons de l'éternité], New York, 2010.
- Lamed-vovnikes fun mayn zikorn, roman in tsvey teyln [Les 36 justes cachés dans ma mémoire, roman en deux parties], New York, 2011.

## Prix littéraires
- Prix Yaakov Fichmann en 2002
- Prix David Hofstein en 2005
- Prix Jacob-Isaac Segal en 2010, 2014 et 2020